# Flappy Bird
Flappy Bird er et spil til mobiltelefoner er udviklet af den vietnamesiske spiludvikler Dong Nguyen. Flappy Bird er udviklet af den vietnamesiske udvikler Nguyen Ha Dong, som ikke har brugt tid på noget markedsføring. Det er i stedet sket via mund-til-mund. 
Spillet blev udgivet på Google Play og App Store den 24. maj 2013.
Og blev fjernet fra Google Play og App Store den 10. februar 2014